# Биргель, Вилли
Ви́лли Би́ргель (нем. Willy Birgel; 19 сентября 1891[…], Кёльн, Пруссия — 29 декабря 1973[…], Дюбендорф) — немецкий актёр театра и кино.

## Биография
Вильгельм Мария Биргель родился в семье ювелира и гравера Йоханна Генриха и Генриетты Дрейерс. До 1907 года посещал кёльнское реальное училище. В школах прикладного искусства в Кёльне и Дюссельдорфе и в Дюссельдорфской художественной академии готовился стать преемником отца в семейном деле. Постановка «Монны Ванны» Метерлинка в 1907 году потрясла его настолько, что театр стал его тайным увлечением. В 1910 году посещал театральную школу в Кёльне. В 1913 году сыграл первые небольшие роли в городском театре в Бонне. Затем последовали выступления в Дессау и Кобленце. В 1914 году был призван в армию.
С 1919 года работал в городском театре в Аахене, с 1924 по 1936 год — в Национальном театре в Мангейме. Герберт Майш, который позднее стал кинорежиссёром, сделал его звездой сцены.
В 1934 году дебютировал в кино, сыграв роль английского офицера в фильме Пауля Вегенера «Человек хочет в Германию». В начале своей кинематографической карьеры играл неоднозначных персонажей. В 1937 году стал государственным актёром. К этому времени сменил амплуа на безупречного героя немецкого кино. Помимо этого, играл в «Фольксбюне» Ойгена Клепфера. Участвовал также в некоторых тенденциозных фильмах, таких как «Враги» (1940) и «Товарищи» (1941). В 1941 году был поставлен фильм «…скачет за Германию», после которого его стали называть «жокеем немецкого кино».
После войны впал у союзников в немилость. Благодаря вмешательству Эриха Поммера в 1947 году получил свою первую послевоенную роль в фильме «Между сегодня и завтра». В 1955 году в качестве режиссёра поставил фильм «Розовый понедельник», который не пользовался успехом. После этого вернулся в театр. В 1959 году стал членом труппы Шаушпильхауза в Цюрихе. Играл также во всех значительных театрах Германии. В 1965 году был приглашённым доцентом школы Фолькванг в Эссене. В 1960-е годы сыграл ряд ролей в телевизионных фильмах.
До последнего играл в театре, скончался 29 декабря 1973 года в Дюбендорфе под Цюрихом.

## Фильмография
- 1934: Человек хочет в Германию / Ein Mann will nach Deutschland
- 1934: Fürst Woronzeff
- 1935: Barcarole
- 1935: Das Mädchen Johanna
- 1935: Einer zuviel an Bord
- 1935: Schwarze Rosen
- 1936: Заключительный аккорд / Schlussakkord
- 1936: Verräter
- 1936: Ritt in die Freiheit
- 1937: Menschen ohne Vaterland
- 1937: Unternehmen Michael
- 1937: Fanny Elssler
- 1937: Zu neuen Ufern
- 1938: Verklungene Melodie
- 1938: Geheimzeichen LB 17
- 1938: Der Fall Deruga
- 1938: Der Blaufuchs
- 1939: Отель «Захер» / Hotel Sacher
- 1939: Der Gouverneur
- 1939: Мария Илона / Maria Ilona
- 1939: Kongo-Expreß
- 1940: Feinde
- 1940: Das Herz der Königin
- 1941: ...скачет за Германию / …reitet für Deutschland
- 1941: Kameraden
- 1942: Der dunkle Tag
- 1942: Diesel
- 1943: Du gehörst zu mir
- 1944: Der Majoratsherr
- 1944: Mit meinen Augen
- 1944: Ich brauche Dich
- 1944: Musik in Salzburg
- 1945: Die Brüder Noltenius
- 1947: Между сегодня и завтра / Zwischen gestern und morgen
- 1950: Vom Teufel gejagt
- 1951: Das ewige Spiel
- 1951: Wenn die Abendglocken läuten
- 1952: Mein Herz darfst Du nicht fragen
- 1952: Heidi
- 1953: Der Kaplan von San Lorenzo
- 1953: Sterne über Colombo
- 1954: Die Gefangene des Maharadscha
- 1954: Konsul Strotthoff
- 1954: Ротмистр Вронский / Rittmeister Wronski
- 1955: Ein Mann vergißt die Liebe
- 1955: Heidi und Peter
- 1955: Die Toteninsel
- 1955: Rosenmontag
- 1956: Rosen für Bettina
- 1956: Johannisnacht
- 1956: Ein Herz kehrt heim
- 1956: Zwischen Zeit und Ewigkeit
- 1956: Die Heilige und ihr Narr
- 1957: Familie Schölermann
- 1957: Frauenarzt Dr. Bertram
- 1958: Liebe kann wie Gift sein
- 1958: Mädchen mit hübschen Beinen
- 1958: Der Priester und das Mädchen
- 1959: Geliebte Bestie
- 1959: Arzt aus Leidenschaft
- 1959: Wenn die Glocken hell erklingen
- 1961: Frau Cheneys Ende
- 1962: Romanze in Venedig
- 1964: Ein Sarg aus Hongkong
- 1964: Andorra
- 1966: Agent 505 — Todesfalle Beirut
- 1966: Schonzeit für Füchse
- 1967: Der Kreidegarten
- 1968: Der Meteor
- 1968: Sommersprossen
- 1969: Die Fee
- 1969: Sind wir das nicht alle?
- 1971: Professor Sound und die Pille
- 1971: Glückspilze